# Monte Carlo (film din 2011)
Monte Carlo - film din 2011 de dragoste regizat de Thomas Bezucha.

## Prezentare
Grace ( Selena Gomez ) a lucrat pe parcursul liceului pe post de chelneriță într-un bar, pentru a-și putea permite luxul să călătorească la Paris . Împreună cu prietena ei, Emma și sora ei vitregă Meg , ajunge în Franța , dar călătoria de vis se dovedește a fi un coșmar , din cauza camerelor de hotel mizere și a plictiselii pe care ghidul neinspirat o imprimă turului . După ce au pierdut autocarul cu care se deplasau în călătoria lor , cele trei prietene se trezesc în holul unui hotel de 5 stele , iar Grace e confundată cu moștenitoarea unui imperiu financiar ,fiindcă semănau izbitor de mult , din punct de vedere fizic . Grace și prietenele ei au fost ei au fost invitate într-o excursie la Monte Carlo , unde au purtat haine de designer , au mers la baluri și dineuri , dar și-au gasit și sufletele pereche .Grace în timpul licitației a spus adevărul că ea nu era Cordelia moștenitoarea aprig de rea iar iubitul său Theo a spus că "Credeam că ești altfel" și a plecat.
Licitația continuând astfel pentru colier a plătit mătușa Cordeliei (Alicia).
În continuare fetele noastre se despart fiecare cuplu își vede de viață lui Meg și Raily sau dus împreună la Machu Pichu , Emma și Owen s-au mutat împreună în Texas și erau fericiți , iar Grace îi ajută pe copii nevoiași dar astfel ea se întâlnește cu Theo,cel de care s-a îndrăgostit la Monte Carlo(cred că au rămas împreună),astfel se termină filmul.

## Distribuție
- Selena Gomez - Grace Ann Bennett/Cordelia Winthrop Scott
- Leighton Meester - Mary Margaret "Meg" Kelly
- Katie Cassidy - Emma Danielle Perkins
- Cory Monteith - Owen Andrews
- Pierre Boulanger - Theo Marchand
- Catherine Tate - Alicia Winthrop Scott
- Luke Bracey - Riley
- Andie MacDowell - Pamela Bennett
- Brett Cullen -  Robert Kelly
- Giulio Berruti - Prince Domenico Da Silvano

## Legături externe
- Monte Carlo la Internet Movie Database
- Monte Carlo la Rotten Tomatoes
- Monte Carlo la Box Office Mojo
- Monte Carlo la Metacritic